# Luka Raković
Luka Raković (Zagreb, 6. lipnja 1988.) je hrvatski reprezentativni rukometaš. 

## Životopis
Rodio se u Zagrebu. Kao dječak htio je biti vratar hokeja na ledu i branio je u Medveščakovim dječjim momčadima. Bio je i na probi u Njemačkoj, u Mannheimu. U međuvremenu su ga pozvali u školsku rukometnu momčad, kojima uvijek dobro dođe deficitarni igrač, ljevoruki. Na utakmici njegove škole OŠ Matka Laginje sa zagrebašima, uočio ga je trener Kazimir Ilijaš te je treninge nastavio sa zagrebašima. Put do Zagrebove prve momčadi nije bio izravan. Igrao je u Čakovcu, Bjelovaru, Metkoviću i Dubravi.
U čakovečkoj Perutnini Pipo, nastupio je u Challenge Cupu 2007./08. godine. U sezoni 2008./09. bio je posuđen Metkoviću, te kasnije i Dubravi. Potom je prešao u Zagreb u kojem je igrao Ligu prvaka 2009./10. Sljedeće dvije sezone proveo je u sarajevskoj Bosni predvođenoj trenerom Irfanom Smajlagićem,  s kojom je 2010./11. došao do osmine Lige prvaka. Od 2012./13. igrao je u skopskom Vardaru dvije godine, igrajući u Kupu EHF i Ligi prvaka. Sezone 2014./15. vratio se u Zagreb, u kojem je ostao dvije sezone i igrao Ligu prvaka. Krajem listopada 2016. otišao je u portugalsku Benficu.
Bio je u širem krugu 28 kandidata za reprezentaciju te igrao na pripremama reprezentacije uoči EP-a. Mjesto nije dobio, jer je konkurencija na tom položaju bila vrlo jaka.